# Кипърска аматьорска футболна федерация
Кипърската аматьорска футболна федерация (КАФФ) (на гръцки: Κυπριακή Ερασιτεχνική Ποδοσφαιρική Ομοσπονδία) е основана през 1948 г. от леви футболисти и атлети. С нейното създаване, в страната паралелно има две футболни федерации 5 години. КАФФ има свое първенство и купа.

## История

### Преди КАФФ
По време на учредяването на КАФФ, в Гърция има политическа нестабилност пореди гражданската война между леви и десни. Напрежението се пренася и в Кипър, като засяга политическия живот и спорта в страната. Повечето спортни фактори са обвързани с политиката.
Във Фамагуста, ГСЕ и Анортосис са единствените спортни клубове. В редиците на ГСЕ са прогресивните атлети, които са на върха в Кипър, докато в Анортосис има спортисти с прогресивни идеи. Въпреки това, в духа на онази епоха, както в ГСЕ, така и в Анортосис започват да се налагат различни ограничения. Понеже хората с прогресивни идеи в Анортосис започват да се увеличават, тези от тях, които искат националистическа обстановка в клуба, решават да наложат ограничения за допускането на членове и специално на хора с прогресивни идеи. В началото на 1947 г. хората на Фамагуста са на мнение, че трябва да се създаде още един клуб. Водещото при него трябва да бъде това, той да бъде необвързан с политиката и да бъде на цялата работническа класа, с цел разпространение на спорта. По този начин, на 7 март 1948 г. е основан първия прогресивен клуб Неа Саламис Фамагуста. Подобна атмосфера има и в други кипърски градове. В Ларнака на 10 април е основан Алки Ларнака.
Месец по-късно, през май 1948 г. СЕГАС (Гръцката аматьорска атлетическа асоциация), отправя запитване към лекоатлетическата асоциация да разкрие националистическите убеждения на клубовете. Десните атлети подписват това изявление. Единствен отказва атлетическия клуб „Кинирас“ Пафос. Прогресивните атлети са против изявлението на техните клубове. Първи на това се противопоставят шампионите от ГСЕ Антонис Тоцис и Никос Георгиу. ГСЕ настоява двамата техни атлети да се извинят, но те държат на своето мнение, че спорта трябва да стои далеч от политиката. Прогресивните атлети решават да подкрепят „Кинирас“ Пафос. Други се отказват от първите си места в подкрепа на Кинирас. ГСЕ има силен тим и винаги се бори за първото място, но този път завършват трети. ГСЕ действа отмъстително като за неучастието на Неа Саламис на кипърските игри, забранява достъпа им до стадион ГСЕ.
В същото време и лекоатлетически клуб ГСЗ забранява достъпа на Алки Ларнака до стадиона. Подобно предложение за изключване на турци и католици е отхвърлено. В Никозия през май 1948 г. е основан Орфеас.
На 23 май 1948 г. борда на АПОЕЛ праща телеграма до СЕГАС, като включва и пожелания, че „комунистическия бунт“ е приключен. Няколко леви членове на клуба, възприемат телеграмата като политически коментар на гражданска война и се разграничават от клуба и напускат АПОЕЛ. На 4 юни 1948 г., д-р Матеос Папапетру организира среща за учредяване на нов отбор в Никозия. Много от напусналите АПОЕЛ също са поканени и на 17 юни 1948 г. Омония е регистриран. В Кирения е основан АС Кирения.

### Създаване на КАФФ
Прогресивните клубове през декември 1948 г. създават нова футболна федерация – Кипърската аматьорска футболна федерация. Новата федерация организира първенство и купа. Мачовете събират повече зрители от тези на КФФ. В КАФФ участват шест отбора – Неа Саламис (Фамагуста), Омония и Орфеас (Никозия), Алки (Ларнака), АМОЛ (преименуван през 1951 г. на Антаеус) (Лимасол) и Неос Астерас (Морфу).

### Обединение на кипърския футбол
Членовете на КАФФ искат обединение на футбола в Кипър. Три години се опитват да бъдат приети в КФФ, но им е отказано. Малка държава с две футболни федерации и първенства бива нещо безпрецедентно. Това създава и проблеми с финансите и стадионите. Разделянето възпрепятства и напредъка във футбола. В допълнение към това, духът на спорта е братство и приятелство, а не сегрегация и дискриминация. През август 1953 г., Омония, Алки, Антаеус и Неа Саламис подават заявка за регистрация в КФФ. На 19 септември, Омония, Антаеус и Неа Саламис са приети за пълноправни членове. Обединението е факт, но войната на КФФ с тези клубове продължава. КФФ отказва заявката на Алки и Орфеас. Първата група отбори трябва да участват в първа дивизия, а другите два във втора. КАФФ се съгласява и е разформирована.

## Клубове в КАФФ

### Неа Саламис Фамагуста
Неа Саламис е първия основан клуб през март 1948 г. и до днес участва с успех. След закриването на КАФФ е включен във втора дивизия. Две години по-късно се изкачва в елита и печели две титли.

### Алки Ларнака
Алки е вторият основан през април 1948 г. Участва във втора и първа дивизия. В наши дни е разформирован.

### Орфеас Никозия
Основан е през май 1948 г. След закриването на КАФФ участва във втора дивизия. В наши дни участва в ниските, регионални дивизии.

### Омония Никозия
Омония е основан на 4 юни 1948 г. от отцепници от АПОЕЛ. Печели най-много титли и купи на КАФФ. От 1953 г. участва в първа дивизия. Днес е един от най-успешните кипърски отбори.

### АМОЛ Лимасол (Антаеус Лимасол)
Основан през 1944 г. През 1951 г. е преименуван на Антаеус. Печели титлата през 1953 г. Играе и финал за купата. Включен е във втора дивизия. Днес не съществува.

### Ню стар Морфу
Основан е през 1944 г. По-късно продължава в КФФ като АЕМ Морфу.

### АС Кирения
Основан през 1948 г. от Андреас Кариолу, който е един от основателите и на КАФФ. Много от членовете му не са доволни от политизацията му и през 1950 г. е закрит.

## Първенства

### 1948/49
Няма данни. Знае се, че шампиона е Омония.

### 1949/50
| Позиция | Отбор         | М  | П | Р | З | ВГ | ДГ | ГР  | Т  |
| ------- | ------------- | -- | - | - | - | -- | -- | --- | -- |
| 1.      | Омония        | 10 | 9 | 1 | 0 | 38 | 8  | +30 | 19 |
| 2.      | АМОЛ Лимасол  | 10 | 5 | 3 | 2 | 33 | 18 | +15 | 13 |
| 3.      | Алки          | 10 | 4 | 3 | 3 | 30 | 19 | +11 | 11 |
| 4.      | Орфеас        | 10 | 2 | 5 | 3 | 18 | 22 | -4  | 9  |
| 5.      | Неа Саламис   | 10 | 1 | 2 | 7 | 24 | 43 | -19 | 5  |
| 6.      | Ню стар Морфу | 10 | 2 | 0 | 8 | 14 | 47 | -33 | 4  |

### 1950/51
| Позиция | Отбор         | М  | П  | Р | З | ВГ | ДГ | ГР  | Т  |
| ------- | ------------- | -- | -- | - | - | -- | -- | --- | -- |
| 1.      | Омония        | 10 | 10 | 0 | 0 | 52 | 11 | +39 | 20 |
| 2.      | Алки          | 10 | 5  | 3 | 2 | 24 | 16 | +8  | 12 |
| 3.      | АМОЛ Лимасол  | 10 | 4  | 2 | 4 | 23 | 18 | +5  | 10 |
| 4.      | Неа Саламис   | 10 | 3  | 2 | 5 | 16 | 38 | -22 | 8  |
| 5.      | Ню стар Морфу | 10 | 2  | 1 | 7 | 16 | 34 | -18 | 5  |
| 6.      | Орфеас        | 10 | 1  | 3 | 6 | 12 | 26 | -14 | 5  |

### 1951/52
| Позиция | Отбор           | М  | П | Р | З | ВГ | ДГ | ГР  | Т  |
| ------- | --------------- | -- | - | - | - | -- | -- | --- | -- |
| 1.      | Омония          | 10 | 7 | 3 | 0 | 40 | 9  | +31 | 17 |
| 2.      | Неа Саламис     | 10 | 6 | 1 | 3 | 20 | 15 | +5  | 13 |
| 3.      | Антаеус Лимасол | 10 | 5 | 2 | 3 | 28 | 13 | +15 | 12 |
| 4.      | Алки            | 10 | 5 | 1 | 4 | 36 | 27 | +9  | 11 |
| 5.      | Орфеас          | 10 | 2 | 1 | 7 | 18 | 39 | -21 | 5  |
| 6.      | Ню стар Морфу   | 10 | 1 | 0 | 9 | 15 | 54 | -39 | 2  |

### 1952/53
| Позиция | Отбор           | М  | П | Р | З | ВГ | ДГ | ГР  | Т  |
| ------- | --------------- | -- | - | - | - | -- | -- | --- | -- |
| 1.      | Антаеус Лимасол | 10 | 7 | 1 | 2 | 37 | 12 | +25 | 15 |
| 2.      | Неа Саламис     | 10 | 6 | 2 | 2 | 26 | 14 | +12 | 14 |
| 3.      | Омония          | 10 | 6 | 0 | 4 | 30 | 19 | +11 | 12 |
| 4.      | Алки            | 10 | 4 | 0 | 6 | 21 | 27 | -6  | 8  |
| 5.      | Орфеас          | 10 | 3 | 1 | 6 | 14 | 21 | -7  | 7  |
| 6.      | Ню стар Морфу   | 10 | 1 | 4 | 5 | 9  | 34 | -25 | 6  |

М = Мачове, П = Победи, Р = Равенства, З = Загуби, ВГ = Вкарани голове, ДГ = Допуснати голове, ГР = Голова разлика, Т = Точки 

## Шампиони и носители на купата
| Година | Шампион         |
| ------ | --------------- |
| 1949   | Омония          |
| 1950   | Омония          |
| 1951   | Омония          |
| 1952   | Омония          |
| 1953   | Антаеус Лимасол |

| Година | Носител | Финалист        | Резултат | Стадион             |
| ------ | ------- | --------------- | -------- | ------------------- |
| 1949   | Омония  | Ню стар Морфу   | 6:1      | Стадион Гол Никозия |
| 1950   | Омония  | АМОЛ Лимасол    | 2:1      | Стадион Гол Никозия |
| 1951   | Омония  | Ню стар Морфу   | 13:1     | Стадион Гол Никозия |
| 1952   | Омония  | Антаеус Лимасол | 2:0      | Стадион Гол Никозия |
| 1953   | Омония  | Неа Саламис     | 2:0      | Стадион Гол Никозия |